# La Ciénega, Tlaxcala
La Ciénega är en ort i Mexiko.   Den ligger i kommunen Tlaxco och delstaten Tlaxcala, i den sydöstra delen av landet, 120 km öster om huvudstaden Mexico City. La Ciénega ligger 2 784 meter över havet och antalet invånare är 274.
Terrängen runt La Ciénega är kuperad. Runt La Ciénega är det ganska tätbefolkat, med 86 invånare per kvadratkilometer. Närmaste större samhälle är Tlaxco, 14,0 km väster om La Ciénega. Omgivningarna runt La Ciénega är i huvudsak ett öppet busklandskap.